# Jogos da Boa Vontade de 1990
Os Jogos da Boa Vontade de 1990 foi a segunda edição do evento multiesportivo criado pelo magnata das comunicações norte-americano Ted Turner, que ocorreram entre os dias 20 de julho a 5 de agosto de 1990 na cidade de Seattle, Estados Unidos.

## Cerimônia de abertura
Os jogos foram abertos pelo ex-presidente dos Estados Unidos à época, Ronald Reagan. Houve apresentação das bandas Moody Blues e Gorky Park.

## Quadro de medalhas
| Ordem | País                     | Medalha de ouro | Medalha de prata | Medalha de bronze | Total |
| ----- | ------------------------ | --------------- | ---------------- | ----------------- | ----- |
| 1     | União Soviética          | 66              | 68               | 54                | 188   |
| 2     | Estados Unidos           | 60              | 53               | 48                | 161   |
| 3     | Alemanha Oriental        | 11              | 8                | 24                | 43    |
| 4     | Bulgaria                 | 8               | 7                | 9                 | 24    |
| 5     | China                    | 6               | 7                | 3                 | 16    |
| 6     | Cuba                     | 6               | 4                | 3                 | 13    |
| 7     | Alemanha Ocidental       | 4               | 3                | 8                 | 15    |
| 8     | Canadá                   | 4               | 1                | 6                 | 11    |
| 9     | Polónia                  | 4               | 1                | 0                 | 5     |
| 10=   | Coreia do Sul            | 3               | 2                | 2                 | 7     |
| 10=   | Espanha                  | 3               | 2                | 2                 | 7     |
| 12    | Roménia                  | 2               | 4                | 2                 | 8     |
| 13    | Japão                    | 2               | 3                | 10                | 15    |
| 14    | Itália                   | 2               | 2                | 1                 | 5     |
| 15    | Iugoslávia               | 2               | 1                | 0                 | 3     |
| 16=   | Hungria                  | 1               | 1                | 5                 | 7     |
| 16=   | Países Baixos            | 1               | 1                | 5                 | 7     |
| 18    | Jamaica                  | 1               | 1                | 2                 | 4     |
| 19    | Dinamarca                | 1               | 1                | 1                 | 3     |
| 20    | Mongolia                 | 1               | 1                | 0                 | 2     |
| 21=   | Tchecoslováquia          | 1               | 0                | 0                 | 1     |
| 21=   | México                   | 1               | 0                | 0                 | 1     |
| 21=   | Marrocos                 | 1               | 0                | 0                 | 1     |
| 21=   | Suriname                 | 1               | 0                | 0                 | 1     |
| 25    | Austrália                | 0               | 4                | 3                 | 7     |
| 26    | Reino Unido              | 0               | 2                | 2                 | 4     |
| 27    | Turquia                  | 0               | 2                | 1                 | 3     |
| 28=   | Etiópia                  | 0               | 2                | 0                 | 2     |
| 28=   | Nova Zelândia            | 0               | 2                | 0                 | 2     |
| 30    | Brasil                   | 0               | 1                | 6                 | 7     |
| 31    | Quênia                   | 0               | 1                | 1                 | 2     |
| 32    | Bahamas                  | 0               | 1                | 0                 | 1     |
| 33=   | França                   | 0               | 0                | 1                 | 1     |
| 33=   | Irlanda                  | 0               | 0                | 1                 | 1     |
| 33=   | Suécia                   | 0               | 0                | 1                 | 1     |
| 33=   | Ilhas Virgens Americanas | 0               | 0                | 1                 | 1     |
| Total | Total                    | 192             | 184              | 202               | 578   |

## Participação
Um total de 54 nações foram representadas na competição por 2 312 atletas. No entanto, cerca de 3 500 atletas haviam recebido convites para os Jogos.